# 岐阜県道264号公郷中之元線
岐阜県道264号公郷中之元線（ぎふけんどう264ごう くごうなかのもとせん）は、岐阜県揖斐郡大野町内を通る、かつて存在した一般県道である。2014年3月14日岐阜県告示第109号により廃止された。

## 概要

### 路線データ
- 起点：岐阜県揖斐郡大野町大字公郷（岐阜県道263号本庄揖斐川線交点）
- 終点：岐阜県揖斐郡大野町大字中之元（国道303号交点）

## 沿革
- 1977年（昭和52年）2月27日 ： 認定[2]
- 2014年（平成26年）3月14日 ： 廃止[1]

## 地理

### 通過する自治体
- 岐阜県
  - 揖斐郡
    - 大野町

### 接続する道路
- 岐阜県道263号本庄揖斐川線（大野町大字公郷地内（大野町立揖東中学校南東））
- 岐阜県道273号池田揖斐川大野線（大野町大字中之元地内（鶯保育園北東））
- 国道303号（大野町大字中之元地内（揖斐郡消防組合消防本部東方））

### 周辺
- 大野町立揖東中学校
- 大野町立中小学校